# L'ora dei dannati - La Montagna
'L'ora dei dannati - La Montagna è un romanzo del 2021 scritto da Luca Tarenzi; è il secondo libro della trilogia ispirata alla Divina Commedia, seguito de L'Abisso.

## Trama
Il poeta Virgilio, dopo aver aiutato i suoi compagni a fuggire dall'Inferno, vi rimane con l'obiettivo di portare con sé il suo amato Lucano. Mentre combatte nel fiume Acheronte con il suo nemico Spezzato, riesce a piantargli un frammento della spada del Messaggero ucciso da Lucifero nel petto, neutralizzandolo dal momento che una creatura infernale non può toccare un oggetto divino. Dopo aver capito che lo Spezzato è completamente inerme, Virgilio gli propone un patto: se lo aiuterà a fuggire dall'Inferno, gli toglierà il frammento dal petto.
Nel frattempo, Bertran de Born si riunisce con Ugolino e Filippo Argenti nel Purgatorio, fuggendo ai Messaggeri, esseri divini che controllano la gigantesca montagna. Iniziano il loro cammino e si imbattono nella casa di Catone, che aveva catturato Pier delle Vigne, e Filippo tramortisce il primo con una bastonata, scoprendo informazioni preziose sul Purgatorio grazie a Pier delle Vigne che aveva parlato in precedenza con Catone, tra cui l'esistenza di un luogo in cui vivere sempre in pace, il Paradiso Terrestre, sulla sommità della montagna. I dannati legano quest'ultimo e lo abbandonano a terra quando capiscono che può comunicare con la mente coi Messaggeri, ma Filippo, pensando di non necessitare più dei compagni, li tradisce mandando a fuoco una foresta e facendoli individuare da degli uomini armati mentre lui fugge verso l'interno del Purgatorio. Betran, Ugolino e Pier delle Vigne vengono messi in delle prigioni e scoprono che si trovano nella Valle dei Principi, un luogo dove, grazie a degli incantesimi, i Messaggeri non possono entrare e gli abitanti posso vivere in pace. Inoltre, i tre scoprono che il capo della Valle è Manfredi di Svevia, figlio di Federico, che in vita aveva fatto accecare Pier delle Vigne per presunto tradimento. Manfredi riconosce Bertran, scoprendosi suo ammiratore, e promette loro una prigionia momentanea e non sofferta. Il principe si dimostra di parola, consegnando ai dannati della frutta fresca e dell'acqua, che Bertran e Ugolino consumano per la prima volta dopo ottocento anni, mentre Pier delle Vigne si rifiuta. Improvvisamente, Ugolino avverte dei dolori alla testa, e comunica ai compagni scrivendo sul terreno che poco prima, avendo morso la testa di Catone, ha assorbito il potere di parlare e sentire i Messaggeri. Nel frattempo, Filippo entra senza problemi dalla Porta del Purgatorio, senza incontrare nessun Messaggero che gli infligga una pena, dal momento che lui è un'anomalia e non viene calcolato come anima dannata che può salvarsi. Dopo aver superato la Prima Bolgia, finisce nella Seconda dove vi sono i superbi con gli occhi cuciti. Qui, conosce una ragazza di Friburgo, Lotte, che Filippo libera dalla sua pena scucendole gli occhi e ideando con lei un piano per fuggire dalla montagna. Così, entrambi si cuciono gli occhi a vicenda per ingannare il Messaggero della Terza Bolgia e iniziano l'avventurosa scalata. 
Bertran e Ugolino, nella loro prigione, avvertono un terremoto e lo prendono come un'ottima occasione per uscire, sebbene Pier delle Vigne li convinca del contrario; infatti, non appena evasi, si rendono conto che i soldati sembrano completamente tranquilli di fronte al fenomeno. Tuttavia, Bertran e Ugolino stendono tre guardie e fuggono con Pier delle Vigne, ma vengono bloccati all'uscita della Valle da Catone e due Messaggeri e poi raggiunti da Manfredi e i suoi soldati. Catone, intimamente spaventato che l'evasione dei dannati possa avere ripercussioni anche su di lui, essendo l'unico suicida scampato all'Inferno, propone a Manfredi un secolo di libertà assoluta nel Purgatorio in cambio dei prigionieri. Bertran, dapprincipio, insulta Catone, mostrando a tutti la sua vita da privilegiato rispetto al suicida da Inferno, Pier delle Vigne, poi canta uno dei suoi brani a Manfredi, che decide, impressionato, di non dare i prigionieri al furibondo Catone. Mentre tornano indietro, tuttavia, Bertran ruba la spada a Manfredi e gliela punta alla gola, minacciando poi i soldati di lasciare il principe alla mercé dei Messaggeri se avessero provato a fermarlo. I soldati accettano e Manfredi diviene prigioniero dei tre dannati, che gli spiegano che l'hanno tradito perché Manfredi, in un futuro anche molto vicino, avrebbe ceduto alle pressioni di Catone, trovando conferma nel silenzio del principe. Poco dopo Pier delle Vigne, riconosciuto da Manfredi, parla al principe e scopre che questo e i suoi soldati possiedono un'asta magica in grado di ferire i Messaggeri e poco dopo la recuperano. Tuttavia, Manfredi, sull'orlo di un precipizio, li attacca, facendo rimbalzare via la testa di Bertran, ma soccombe contro Ugolino e il corpo di Bertran stesso, buttandosi poi giù dal burrone per evitare di essere ancora loro prigioniero. I tre dannati continuano la loro marcia verso il Paradiso Terrestre, ma vengono raggiunti dagli uomini di Manfredi. Vedendosi accerchiati, Ugolino chiama i Messaggeri con il suo nuovo potere, e ne arriva uno che fa fuggire i soldati ma viene ferito dall'asta magica, ora in possesso di Bertran, facendosi scappare i dannati che si rifugiano nelle grotte dove i Messaggeri non entrano per paura di qualcosa. Mentre si addentrano nelle grotte, quel qualcosa si rivelano essere le Stelle ribelli, le antichissime prime nemiche del Cielo insieme a Lucifero che ora sono incatenate in un'immensa grotta. Le Stelle, avvertendo la presenza dei dannati, fanno tremare la caverna per pura rabbia, facendo fuggire i tre dannati. Poco dopo, mentre si riposano, Ugolino attacca Bertran, che, colto di sorpresa, lotta a fatica nonostante i movimenti più lenti di Ugolino e lo fa ritirare, per scoprire che il conte aveva già pugnalato Pier delle Vigne, svenuto. Bertran segue l'amico e scopre che è stato posseduto da Catone, che intende farla finita con loro. Tuttavia, Bertran riesce a far tornare in sé Ugolino, che poi improvvisamente e senza motivo si fracassa il cranio contro una parete, scoprendo che il motivo è una creatura mostruosa che attacca di sorpresa Bertran. Il decapitato sta per soccombere ma, in un momento di lucidità, prende la sua testa, la pone sulla testa del mostro e la morde, per poi conficcarle la lancia magica nel petto, facendola fuggire. Il gruppo domanda a Pier delle Vigne il perché Catone sia così ostile verso di loro e Pier intuisce che il motivo è la paura che le regole dell'aldilà cambino e la paura di Catone è quella che il suo caso venga riesaminato in quanto suicida ma graziato a causa delle sue virtù ed essere di conseguenza il guardiano del Purgatorio ma qualora il suo caso venisse riesaminato e si notasse di aver dato un giudizio sbagliato Catone rischierebbe di finire dannato all'inferno venendo successivamente imprigionato nel girone dei suicidi che lui teme.
Nell'Inferno, Virgilio recupera la lussuriosa Francesca, che abbandona senza rimpianti il compagno Paolo e scopre che, al di fuori del suo Cerchio, può controllare il vento a suo piacimento, e la profetessa Manto, figlia dell'indovino Tiresia alla quale sono rimasti pochissimi segnali di lucidità dopo millenni di torture. Lo Spezzato, con il suo tocco, la guarisce fisicamente (anche se mentalmente ci vorrà ancora un po'), ma si rivela un trucco, perché la creatura chiama con la mente il Minotauro, che attacca Virgilio, e poi fugge in aria con Manto, urlandole di liberarlo. Francesca lo segue e riesce a spingere la lama ancora più in profondità. Capendo che ormai lo Spezzato sarà privo di fiducia e proverà di nuovo ad attaccare Manto, gli propone un patto irrifiutabile: dopo che Virgilio l'ha liberato dalla lama, Francesca lo porterà con sé in Purgatorio. Virgilio, nel mentre, ha sconfitto il Minotauro facendolo cadere nel fiume di sangue e, quando Francesca, Manto e lo Spezzato tornano, interroga la profetessa, in un rarissimo momento di lucidità, sul futuro della fuga: Manto rivela che la loro unica possibilità sarà fra cinque ore, poi più per secoli. I quattro si precipitano nel Limbo, dove recuperano Lucano, e per ingannare gli Spezzati fingendosi tali si cospargono di olio e si danno fuoco. Il piano riesce, e Virgilio mantiene il patto liberando lo Spezzato, rimanendo scioccato quando Francesca lo prende e lo porta con sé oltre la Porta. Gli Spezzati li notano e urlano furiosi, così Virgilio si butta nella Porta non facendosi domande. 
Filippo e Lotte, intanto, sono riusciti a fuggire dalle Bolge dopo alcuni furiosi scontri con i Messaggeri e salgono nel Paradiso Terrestre, dove un uomo calvo lo fa rialzare comunicandogli che stanno fuggendo da una certa Matelda.